# Última Parada 174
Última Parada 174 (internationale titel: Last stop 174) is een Braziliaanse film van Bruno Barreto uit 2008, over de waargebeurde busgijzeling van Sandro do Nascimento op 12 juni 2000 in Brazilië. Sandoro, een drugsverslaafde, gijzelde in Rio de Janeiro vijf uur buspassagiers. De gijzeling was in Brazilië op televisie te volgen en eindigde in een bloedbad.

## Ontwikkeling
De regisseur Bruno Barreto kwam op het idee voor de film nadat hij José Padilha’s gelauwerde documentaire Ônibus 174 (2000) had gezien. José had zijn eigen versie van het drama van de buskaping, en ook de nachtelijke moord op acht straatkinderen in de schaduw van Rio’s Candelária-kathedraal, in een documentaire gegoten. Barreto heeft van het drama een lange speelfilm gemaakt, maar dan vanuit het oogpunt / de belevingswereld van de dader.

## Verhaal
Het verhaal speelt zich af in Brazilië. Een drugskartel teistert de achterbuurten van Rio de Janeiro, onder leiding van Meleca. Het is 1983. Een jonge vrouw die cocaïne verkoopt voor Meleca kan niet op tijd aan haar geld geraken en Meleca neemt haar baby zoon Alessandro mee. Tien jaar later, in 1993, behandelt Meleca Alessandro als zijn zoon. Hij leert hem om in zijn voetsporen te treden. Een andere jongen, Sandro, ziet een overvaller zijn moeder doden. De jongen wordt opgevangen door zijn tante maar het klikt niet tussen hem en zijn oom. Hij vlucht naar Copacabana, waar zijn moeder luidop over droomde. Daar belandt hij in een bende straatjongeren.
Daarna springt de film naar het jaar 2000. Ondertussen is de bende van Meleca opgeruimd maar de jonge Alessandro zet zijn werk verder. Sandro en Alessandro zijn nu tieners.
Sandro zit in een bende en Alessandro levert drugs aan straatkinderen en perst deze ook af wanneer ze niet kunnen betalen. Ondertussen volgen we ook af en toe het verhaal van Marisa, de moeder van Alessandro. Zij is volledig van de drugs af en leeft volgens de regels van de kerk. Zij is wanhopig op zoek naar haar zoon.
Op straat geraken de twee jongens in de jeugdgevangenis en daar leren ze elkaar kennen en worden ze vrienden. Marisa heeft Sandro op televisie gezien in een reportage over straatkinderen en is ervan overtuigd dat hij haar zoon is. Ze zoekt hem op in de gevangenis maar hij wil geen contact.
Alessandro en Sandro ontsnappen uit de gevangenis en wonen een tijdje bij elkaar. Ze plegen samen diefstallen, gebruiken drugs. Sandro raakt aan de drugs verslaafd. Wanneer de jongens ruzie krijgen en Sandro niet welkom is om te wonen bij zijn liefje, zoekt hij Marisa op en woont hij een tijdje daar. Doordat hij te veel geweld gebruikt, zijn vriendin een hoer is en zoveel meer kan hij na een tijdje ook niet meer bij Marisa wonen.
Hij stapt woedend een bus op. Als iemand zijn geweer opmerkt, verwittigt die de politie. Sandro merkt de politie en gijzelt de bus urenlang maar laat wel telkens mensen vrij. Als hij met een jonge vrouw afstapt, wordt hij overmeesterd en schiet hij per ongeluk de vrouw dood. Het volk is woedend en wil hem lynchen. Tijdens de overmeestering sterft hij. Aan zijn graf neemt Marisa afscheid van wie ze denkt dat hij haar zoon is en komt Alessandro afscheid nemen van zijn vriend. Ze raken aan de praat en Marisa begint te beseffen dat deze jongen haar zoon kan zijn. Zo ontmoeten ze elkaar voor het eerst.

## Stijl
Last Stop 174 is filmisch gemonteerd met een overdaad aan flash-backs en flash-forwards. Het werk is heftig en realistisch, met af en toe een sprankje hoop dat vervolgens resoluut de kop ingedrukt wordt, vergelijkbaar met Cidade de Deus.